# Алту-Гуапоре (микрорегион)
Алту-Гуапоре (порт. Microrregião do Alto Guaporé) — микрорегион в Бразилии, входит в штат Мату-Гросу. Составная часть мезорегиона Юго-запад штата Мату-Гроссу.

Население составляет 	67 774	 человека (на 2010 год). Площадь — 	31 319,411	 км². Плотность населения — 	2,16	 чел./км².

## Демография
Согласно сведениям, собранным в ходе переписи 2010 г. Национальным институтом географии и статистики (IBGE), население микрорегиона составляет:						
| Полное население                             | Полное население                             | Полное население                             | Полное население                             | 67 774 |
| -------------------------------------------- | -------------------------------------------- | -------------------------------------------- | -------------------------------------------- | ------ |
| в том числе:                                 | Городское население                          | 45 574                                       | Процент городского населения, %              | 67,24  |
|                                              | Сельское население                           | 22 200                                       | Процент сельского населения, %               | 32,76  |
|                                              | Мужское население                            | 34 834                                       | Процент мужского населения, %                | 51,40  |
|                                              | Женское население                            | 32 940                                       | Процент женского населения, %                | 48,60  |
| Плотность населения, чел/км²                 | Плотность населения, чел/км²                 | Плотность населения, чел/км²                 | Плотность населения, чел/км²                 | 2,16   |
| Население микрорегиона в % к населению штата | Население микрорегиона в % к населению штата | Население микрорегиона в % к населению штата | Население микрорегиона в % к населению штата | 2,23   |

## Состав микрорегиона
В составе микрорегиона включены следующие муниципалитеты:
1. Конкиста-д’Уэсти
2. Нова-Ласерда
3. Понтис-и-Ласерда
4. Вали-ди-Сан-Домингус
5. Вила-Бела-да-Сантисима-Триндади